# Schweizerischer Notarenverband
Der Schweizer Notarenverband (SNV) und setzt sich für das Notariat in der Schweiz ein und zwar unabhängig davon, ob das Notariat in den einzelnen Kantonen als Amts- oder freiberufliches Notariat ausgestaltet ist. Er verpflichtet sich bezüglich der Art des Notariats auf kantonaler und nationaler Ebene zu Unparteilichkeit. Der Schweizer Notarenverband unterstützt seine Kollektiv- und Einzelmitglieder nach bestem Wissen und Gewissen und sorgt im Sinne eines Dachverbands für den Erhalt der hohen Qualität des Notariats und der öffentlichen Urkunden in der Schweiz. 
Er ist als Verein im Sinne von Art. 60 ff. ZGB konstituiert.  Der Verein ist politisch und konfessionell neutral.
Der Sitz und das Domizil des Verbandes befinden sich im Kanton Bern.

Kollektivmitglieder sind die Notariatsverbände der Kantone Aargau, Basel-Stadt, Basel-Land, Bern, Freiburg, Genf, Glarus, Graubünden, Jura, Neuenburg, Tessin, Uri, Waadt, Wallis.

Der Verband bezweckt:
- Die Bewahrung und Förderung der Rechtssicherheit und der Verkehrssicherheit im Beurkundungswesen, den Schutz der Urkundsparteien sowie die Bewahrung und Förderung der Unabhängigkeit und Unparteilichkeit der Urkundspersonen.
- Die Förderung des Notariats in der Schweiz und die Erhöhung der Fachkompetenz und des Ansehens des Berufsstands.
- Die Vertretung der Interessen des Berufsstands gegenüber eidgenössischen und kantonalen Behörden, insbesondere die aktive Mitwirkung an Gesetzgebungsprojekten des Bundes und der Kantone, welche das Notariat direkt oder indirekt betreffen.
- Die Förderung von neuen Technologien und Dienstleistungen zum Nutzen der Mitglieder und des Publikums.
- Die Förderung der Weiterbildung und die Pflege der kollegialen Beziehungen.
- Die Vertretung der Interessen des Notariats der Schweiz in internationalen Gremien und Verbänden sowie gegenüber ausländischen Behörden.

Die Organe des Verbands sind
- die Generalversammlung
- der Vorstand
- die Präsidialkonferenz
- die Revisionsstelle

Die Generalversammlung setzt sich aus den Kollektiv- und den Einzelmitgliedern des Verbands zusammen.